# Christoph auf der Horst
Christoph auf der Horst (* 1961 in Düsseldorf) ist ein deutscher Germanist und freier Mitarbeiter des Institutes für Geschichte der Medizin der Heinrich-Heine-Universität Düsseldorf. Sein Forschungsschwerpunkt liegt auf der Heine-Philologie; der Literatur der Romantik und des Vormärz; Pathographien; der Wissenschaftsgeschichte sowie der Geschichte und Theorie der Naturheilkunde.

## Ausbildung und Lehre
Er studierte von 1985 bis 1988 an der Universität zu Köln. Im Erststudium Germanistik, Philosophie und Theater-, Film- und Fernsehwissenschaften, sowie im Zweitstudium Geschichte und Deutsch auf Lehramt für die Sekundarstufe I und II. Von 1989 bis 1991 studierte er in Frankreich an der Universität Blaise Pascal Clermont-Ferrand II und erhielt dort 1991 den Abschluss Maitrise d'Allemand. Anschließend setzte er sein Studium an der Heinrich-Heine-Universität Düsseldorf fort und promovierte dort über Heinrich Heine.
Nach seiner Promotion war er von 1999 bis 2001 als Wissenschaftlicher Mitarbeiter tätig. Von 2001 bis 2003 fungierte er als Wissenschaftlicher Assistent im Studiendekanat der Medizinischen Fakultät der Heinrich-Heine-Universität. Von 2003 bis 2008 war er Persönlicher Referent des Rektors der Heinrich Heine-Universität Düsseldorf. Seit 2008 ist er Leiter des Zentrums Studium Universale der Universität. Seit 2013 ist er stellvertretender Leiter des Hauses der Universität.

## Veröffentlichungen
- Heinrich Heine und die Geschichte Frankreichs. (Stuttgart: Metzler Verlag, 2000)
- mit Sikander Singh (Hrsg.): Heinrich Heines Werk im Urteil seiner Zeitgenossen: Rezensionen und Notizen zu Heines Werken. Band 7 (1842–1843). (Stuttgart: Metzler Verlag, 2002)
- mit Sikander Singh (Hrsg.): Heinrich Heines Werk im Urteil seiner Zeitgenossen: Rezensionen und Notizen zu Heines Werken. Band 8 (1844–1845). (Stuttgart: Metzler Verlag, 2002)
- mit Sikander Singh (Hrsg.): Heinrich Heines Werk im Urteil seiner Zeitgenossen: Rezensionen und Notizen zu Heines Werken. Band 9 (1846–1848). (Stuttgart: Metzler Verlag, 2003)
- (Hrsg.): Heinrich Heines Werk im Urteil seiner Zeitgenossen: Rezensionen und Notizen zu Heines Werken. Band 10 (1849–1851). (Stuttgart: Metzler Verlag, 2004)
- mit Alfons Labisch (Hrsg.): „… aus der Apotheke des Poeten“. Heinrich Heine (nicht nur) für Studierende. (Düsseldorf: düsseldorf university press, 2005)
- (Hrsg.): Heinrich Heines Werk im Urteil seiner Zeitgenossen: Rezensionen und Notizen zu Heines Werken. Band 11 (1852–1854). (Stuttgart: Metzler Verlag, 2005)
- (Hrsg.): Heinrich Heines Werk im Urteil seiner Zeitgenossen: Rezensionen und Notizen zu Heines Werken. Band 12 (1855–1856). (Stuttgart: Metzler Verlag, 2006)
- mit Heiner Fangerau, Monika Gomille, Henriette Herwig, Hans-Georg Pott, Andrea von Hülsen-Esch, Johannes Siegrist und Jörg Vögele (Hrsg.): Alterskulturen und Potentiale des Alter(n)s (Berlin: Akademie Verlag, 2007)
- mit Holger Ehlert (Hrsg.): eLearning nach Bologna. Prozesse, Projekte, Perspektiven. (Düsseldorf: Grupello Verlag, 2007)
- (Hrsg.): Ästhetik und Gewalt. (Berlin: Vandenhoeck & Ruprecht 2013)
- mit Miriam Seidler (Hrsg.): Bildlichkeit im Werk Durs Grünbeins. (Berlin: de Gruyter, 2015)